# Leichtathletik-Europameisterschaften 1982/4 × 100 m der Männer

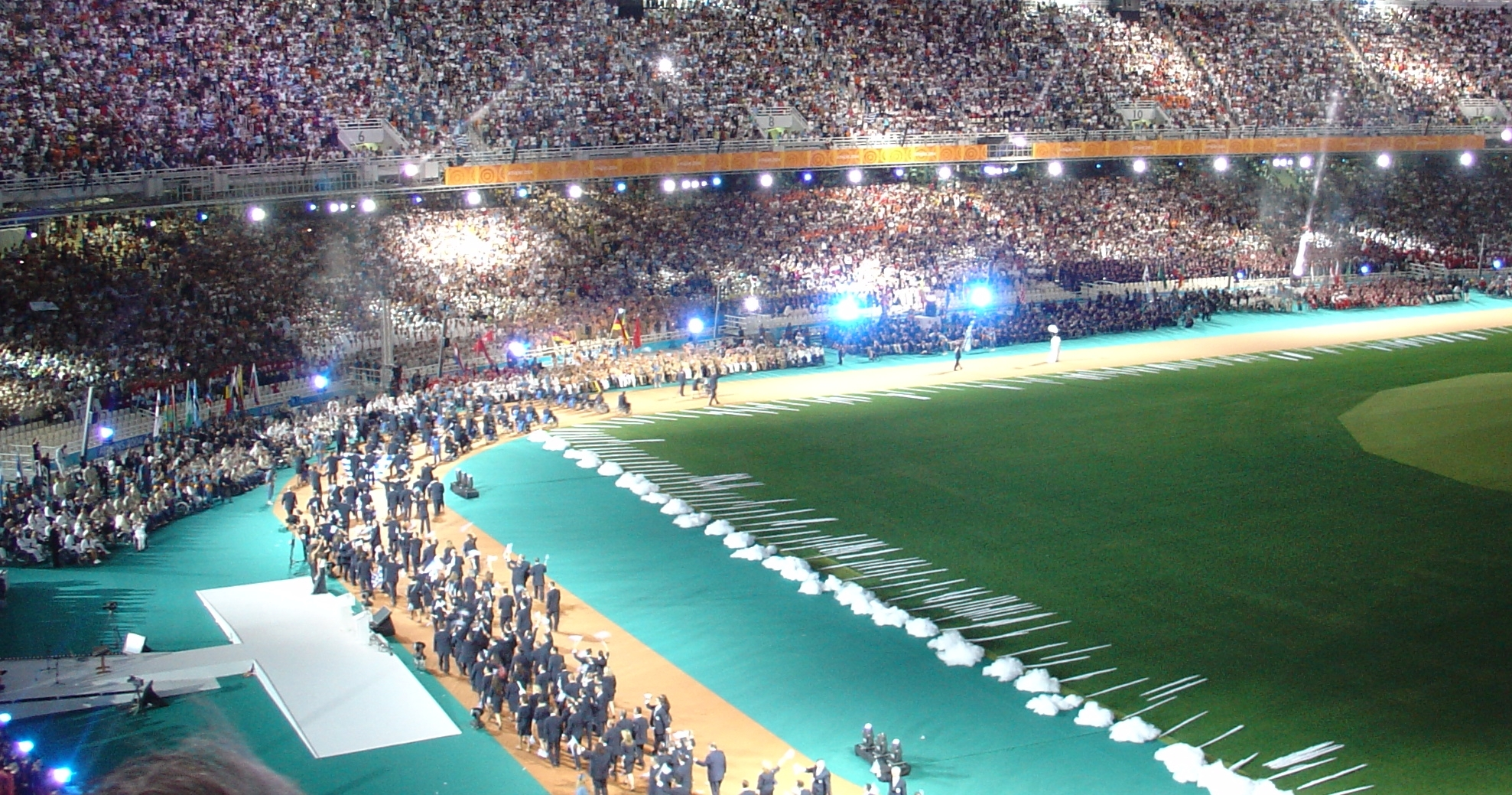
Das Athener Olympiastadion bei der Eröffnung der Paralympics 2004

Die 4-mal-100-Meter-Staffel der Männer bei den Leichtathletik-Europameisterschaften 1982 wurde am 11. September 1982 im Olympiastadion von Athen ausgetragen.
Europameister wurde die Sowjetunion in der Besetzung Sergei Sokolow, Alexander Aksinin, Andrei Prokofjew und Nikolai Sidorow. Den zweiten Platz belegte die DDR mit Detlef Kübeck, Olaf Prenzler, Thomas Munkelt und Frank Emmelmann. Bronze ging an die Bundesrepublik Deutschland (Christian Zirkelbach, Christian Haas, Peter Klein, Erwin Skamrahl).

## Rekorde

### Bestehende Rekorde
| Weltrekord           | 38,03 s | USA (Bill Collins, Steve Riddick, Cliff Wiley, Steve Williams)                        | Düsseldorf, BR Deutschland | 3. September 1977 |
| Europarekord         | 38,26 s | Sowjetunion (Wladimir Murawjow, Nikolai Sidorow, Alexander Aksinin, Andrei Prokofjew) | Moskau, Sowjetunion        | 1. August 1980    |
| Meisterschaftsrekord | 38,58 s | Polen (Zenon Nowosz, Zenon Licznerski, Leszek Dunecki, Marian Woronin)                | EM Prag, Tschechoslowakei  | 3. September 1978 |

Der bestehende EM-Rekord wurde bei diesen Europameisterschaften nicht erreicht. Die schnellste Zeit erzielte Europameister Sowjetunion mit 38,60 s, womit das Quartett lediglich zwei Hundertstelsekunden über dem Rekord blieb. Zum Europarekord fehlten 34 Hundertstelsekunden, zum Weltrekord 57 Hundertstelsekunden.

### Rekordverbesserung
Es wurde ein neuer Landesrekord aufgestellt:
38,71 s – BR Deutschland (Christian Zirkelbach, Christian Haas, Peter Klein, Erwin Skamrahl), Rennen am 11. September

## Durchführung
Es nahmen lediglich acht Teams an diesem Wettbewerb teil, sodass keine Vorläufe notwendig waren. Alle Staffeln traten zum gemeinsamen Finale an.

## Legende
Kurze Übersicht zur Bedeutung der Symbolik – so üblicherweise auch in sonstigen Veröffentlichungen verwendet:
| BR | Bundesdeutscher Rekord |

## Ergebnis
11. September 1982
| Platz | Staffel        | Besetzung                                                                | Zeit (s) |
| ----- | -------------- | ------------------------------------------------------------------------ | -------- |
| 1     | Sowjetunion    | Sergei Sokolow Alexander Aksinin Andrei Prokofjew Nikolai Sidorow        | 38,60    |
| 2     | DDR            | Detlef Kübeck Olaf Prenzler Thomas Munkelt Frank Emmelmann               | 38,71    |
| 3     | BR Deutschland | Christian Zirkelbach Christian Haas Peter Klein Erwin Skamrahl           | 38,71 BR |
| 4     | Italien        | Pierfrancesco Pavoni Giovanni Bongiorni Luciano Caravani Carlo Simionato | 38,96    |
| 5     | Polen          | Arkadiusz Janiak Zenon Licznerski Krzysztof Zwoliński Marian Woronin     | 39,00    |
| 6     | Ungarn         | István Tatár István Nagy László Babály senior Attila Kovács              | 39,01    |
| 7     | Frankreich     | Antoine Richard Patrick Barré Bernard Petitbois Herman Lomba             | 39,22    |
| 8     | Bulgarien      | Iwajlo Karanjotow Nikolai Markow Petar Petrow Iwan Tuparow               | 39,39    |